# Classical Association of the Middle West and South
Die Classical Association of the Middle West and South (CAMWS) ist ein US-amerikanischer Verein zur Förderung der Altertumsforschung und ihrer Didaktik. Sie verfolgt dieses Ziel durch Preisausschreibungen, finanzielle Unterstützung von Projekten, durch Publikationen und durch jährliche Treffen. Die Mitgliedschaft steht allen Interessierten offen. Die Gesellschaft richtet sich insbesondere an Lehrer, Schüler und Studenten.
Die CAMWS wurde 1905 an der Universität von Chicago gegründet. Ihr erster Präsident war William Gwathmey Manly. Ursprünglich beteiligten sich 22 Bundesstaaten der USA an ihr. Gegenwärtig sind 31 Staaten sowie drei kanadische Provinzen beteiligt.
Sitz ist Monmouth (Illinois). Das Publikationsorgan der CAMWS ist The Classical Journal, das seit Gründung der Gesellschaft vierteljährlich erscheint.